# Cathédrale Saint-Colomba d'Oban
Cette  cathédrale n’est pas la seule cathédrale Saint-Colomba.
La cathédrale Saint-Colomba de la ville d'Oban en Écosse est le siège de l'évêché catholique romain d'Argyll et des îles. Elle est située sur le front de mer à l'extrémité nord de la ville, et elle est dédiée à saint Colomba d'Iona.
La cathédrale a été conçue dans le style néo-gothique par l'architecte Sir Giles Gilbert Scott, la première pierre a été posée en 1932 et le bâtiment fut achevé en 1959. Le travail a été partiellement financé par l'argent récolté par le diocèse aux États-Unis, au Canada et en Irlande. Elle est construite en granits roses et bleus.

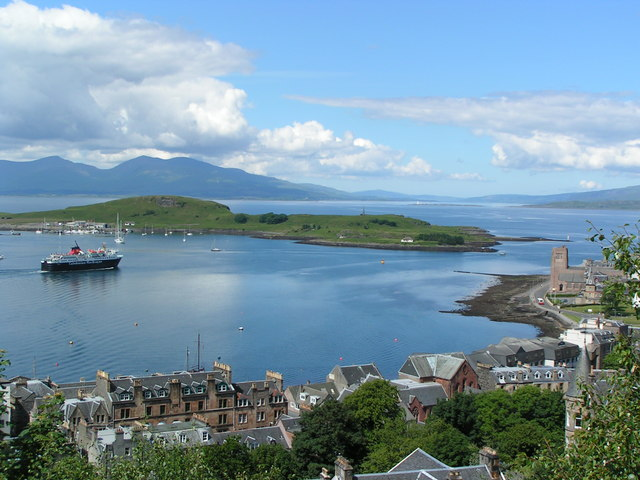
La baie d'Oban avec la cathédrale sur la droite.
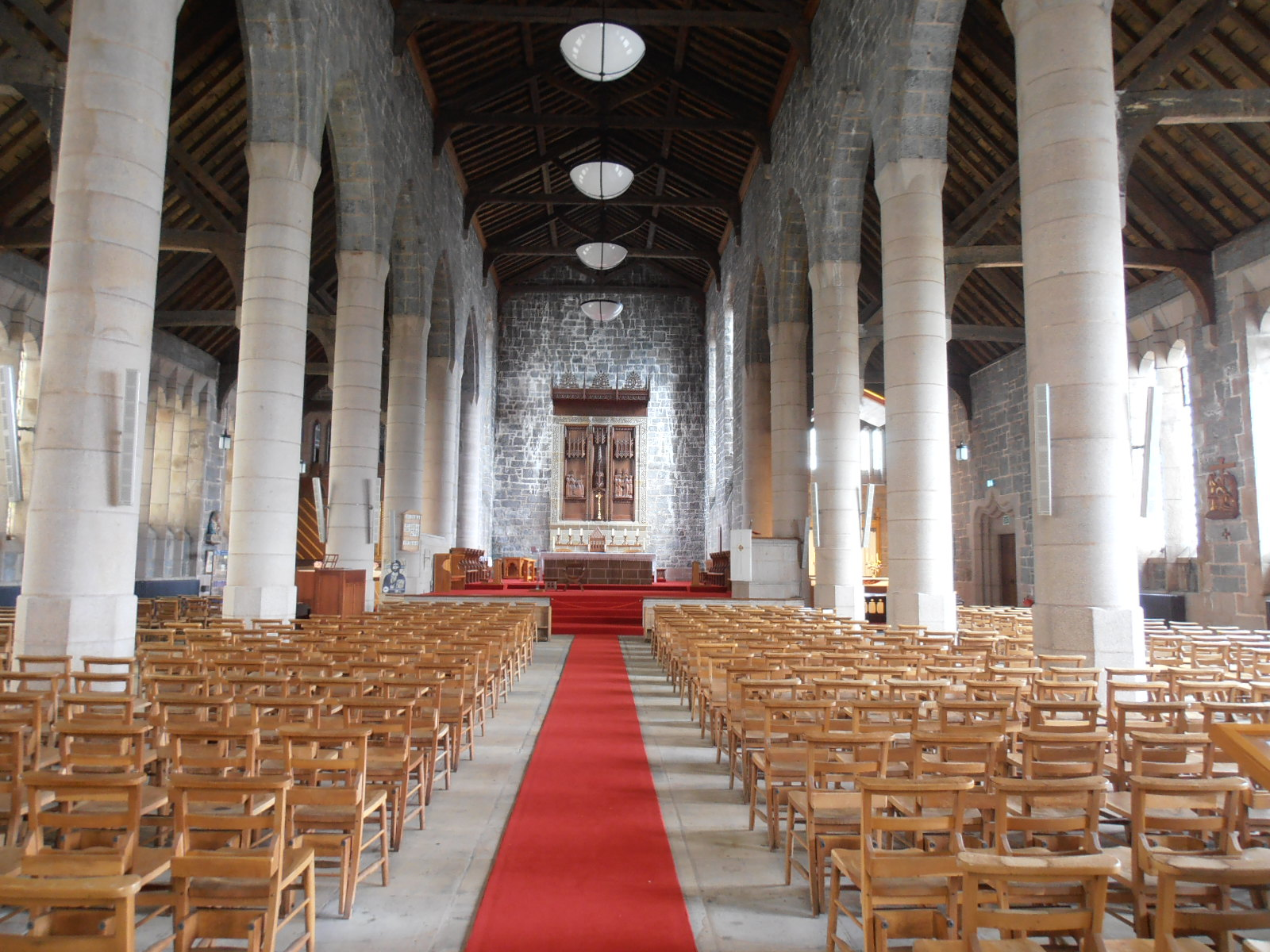
La nef de la cathédrale.

## Source
- (en) Cet article est partiellement ou en totalité issu de l’article de Wikipédia en anglais intitulé « St Columba's Cathedral » (voir la liste des auteurs).